# Perizoma punctilinearia
Perizoma punctilinearia là một loài bướm đêm trong họ Geometridae.